# Onthophagus angularis
Onthophagus angularis là một loài bọ cánh cứng trong họ Bọ hung (Scarabaeidae).